# Hector Franchomme
Pour les articles homonymes, voir Franchomme.
Hector Alfred Léon Franchomme, né le 3 septembre 1860 à Lille et mort le 17 juillet 1939 à Boulogne-Billancourt, est un ingénieur IDN, industriel-négociant à Lille et propriétaire de la Chocolaterie Delespaul-Havez.

## Biographie
Hector Franchomme est diplômé ingénieur de l'Institut industriel du Nord (École centrale de Lille - IDN) en 1879.
La famille Franchomme est fabricant d'huiles industrielles dans le quartier de Fives-Saint Maurice à Lille (« Usine à Saint-Maurice (Nord). Spécialité de corps gras pour fabriques de sucres, distilleries et savonneries. Pétroles de distillation américaine ») et possède une filature de coton (8 000 broches) fondée à Lille en 1859. Il est engagé dans l'Armée française où il sera nommé lieutenant dans le régiment de génie.

### Activité pétrolière
Il effectue une « mission en Amérique (Pittsburg) en 1889 pour la création d'une raffinerie de pétrole », une « mission en Roumanie (1895) pour l'approvisionnement des raffineries du Nord en pétrole brut ». Hector Franchomme est depuis 1891, ingénieur-administrateur de la Société anonyme de la raffinerie de pétrole du Nord, à Wasquehal.

### Industriel chocolatier

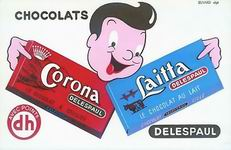
Chocolats Corona et Laitta de la chocolaterie Delespaul Havez

En 1893, il devient copropriétaire de la Chocolaterie Delespaul-Havez qu'il développe fortement. Il fait construire une usine chocolatière à Marcq-en-Barœul, future fabrique du Carambar. 
Il effectue une « mission en Colombie en 1907 pour l'installation de plantation de cacao au service de l'industrie chocolatière de France » dans une zone agricole au sud de Ciénaga, dans le département de Magdalena. Il développe les ventes internationales de Delespaul-Havez avec des succursales en Angleterre, Belgique, Espagne, Italie et aux États-Unis.
Sa société sera ultérieurement fusionnée avec la société La Pie qui Chante.

### Courses automobiles
Conducteur de voitures de courses, il fut aussi président de l'Automobile-Club du Nord de la France et conseiller d'arrondissement de Marcq-en-Barœul. Il remettait annuellement la coupe portant son nom lors de la course du Circuit des Routes Pavées, dont il donnait traditionnellement le départ. Sa coupe récompensait le vainqueur d'un classement par handicap de toutes les catégories.

### Cavalier émérite et mondain
Entre les deux guerres, à l'époque où les militaires dominaient la spécialité du dressage, Hector Franchomme était l'un des rares cavaliers civils de niveau international. (...) Dans les années 1930, l'artiste peintre André Marchand (1877-1951) l'a représenté exécutant à cheval une spectaculaire démonstration de passage. Peu après, le magazine L'Éperon utilisera cette œuvre pour en faire sa une de couverture.
Le sculpteur Jean Joire a réalisé un bronze d'un cavalier présumé Hector Franchomme.
Un autre buste en bronze a été exécuté en 1924 par le statuaire Philippe Besnard.
Le nom de Franchomme est resté attaché à une course hippique qui se déroule chaque année sur l'hippodrome du Croisé Laroche : le prix Hector Franchomme. Le prix Hector-Franchomme fut créé pour honorer Hector Franchomme-fils, cavalier de qualité internationale (et non son père), blessé à cheval pendant la Première Guerre mondiale, qui continua à monter jusqu'à l'âge de 80 ans et qui fut juge en chef de bien des concours hippiques et président des Courses du Croisé-Laroche pendant plus de vingt ans. Il prit la suite de son père chez DelesPaul-Havez (référence : Alain-Hector Franchomme, son fils).

### Bâtisseur du Château Franchomme
En 1908, l'architecte Armand Lemay lui construit un château à Marcq-en-Barœul, rasé en 1962. Une référence à la comédie d'Edmond Rostand lui valut le nom de Château Chantecler, mais il reste plus connu sous celui de Château Franchomme. Une écurie avec manège complétait l'ensemble.

## Décoration
- Officier de la Légion d'honneur, 20 février 1922 (pour faits civils)[13]. Chevalier du 11 juillet 1912 (pour faits militaires)[14].